# Трупиняк
45°16′ пн. ш. 15°37′ сх. д. / 45.26° пн. ш. 15.62° сх. д.
Трупиняк (хорв. Trupinjak) — населений пункт у Хорватії, в Карловацькій жупанії у складі громади Крняк.

## Населення
Населення за даними перепису 2011 року становило 1 осіб.
Динаміка чисельності населення поселення: